# Американська плямиста саламандра
Плямиста саламандра (Ambystoma maculatum) — саламандра роду амбістом (Ambystoma), поширена на сході США і Канади. Інша назва «плямиста амбістома».
Може досягати 19—25 см завдовжки. Має чорне тіло із жовтими плямами на спині, хоча деякі особини можуть їх не мати. Мешкає у листопадних лісах з вільними від риби озерами і ставками, необхідними саламандрі для відкладення яєць та розвитку личинок. Харчується безхребетними, такими як дощові черв'яки і слимаки, інколи комахами. Зазвичай проводять час під поверхнею землі, хоча і виходять на поверхню у вологі дні.
Вид був вперше описаний Джорджем Шоу в 1802 році в роботі «Загальна зоологія або систематичне природознавство». Зараз ця саламандра є одним з символів штату Південна Кароліна.